# Charlie Puth
Charlie Puth   (Rumson, 2 de desembre de 1991) és un cantant, compositor, productor musical i multiinstrumentalista estatunidenc.

## Trajectòria

### Vida primerenca
Va néixer i créixer a la vila de Rumson, a l'estat de Nova Jersey dels Estats Units d'Amèrica, detall en comú amb el famós músic Bruce Springsteen. La seva mare era professora de música i va començar a ensenyar-li a tocar el piano quan ell tenia amb prou feines quatre anys, així que mentre estudiava la primària a la Forrestdale Middle School ja feia classes a l'Escola de Música de Manhattan. Després, va fer la secundària a la Rumson-Fair Haven Regional High School. Allà va patir assetjament escolar de forma verbal per part dels seus companys de classe. Més endavant, es va graduar en Producció Musical i Enginyeria de So a la Berklee College of Music.

### Carrera
A l'inici de la dècada del 2010, es va fer viral a YouTube, on penjava vídeos musicals. Va guanyar renom especialment per una versió de la cançó «Someone Like You» d'Adele. Gràcies a això, va ser convidat al programa The Ellen DeGeneres Show, on encara es va tornar més conegut.

Charlie Puth i Wiz Khalifa interpretant «See You Again» a Times Square (Nova York) el 2015.

El 2015, va publicar la primera cançó original, «Marvin Gaye», en col·laboració amb la ja reconeguda Meghan Trainor. Amb tot, es va fer popular gràcies a «See You Again», que va compondre i produir amb Wiz Khalifa per a la banda sonora del film Furious 7 en homenatge a l'actor Paul Walker. El tema va passar dotze setmanes al número 1 de la llista Billboard Hot 100 i acumula més de 6 000 000 000 visualitzacions a YouTube, amb la qual cosa el succés de Puth es va veure consolidat.
Els seus següents senzills, «One Call Away» i »We Don't Talk Anymore» (acompanyat de Selena Gomez), van assolir la 12a i la 9a posició en la mateixa classificació, respectivament. Així, el gener del 2016 va publicar el seu primer àlbum, titulat Nine Track Mind i gravat a un estudi a Los Angeles.

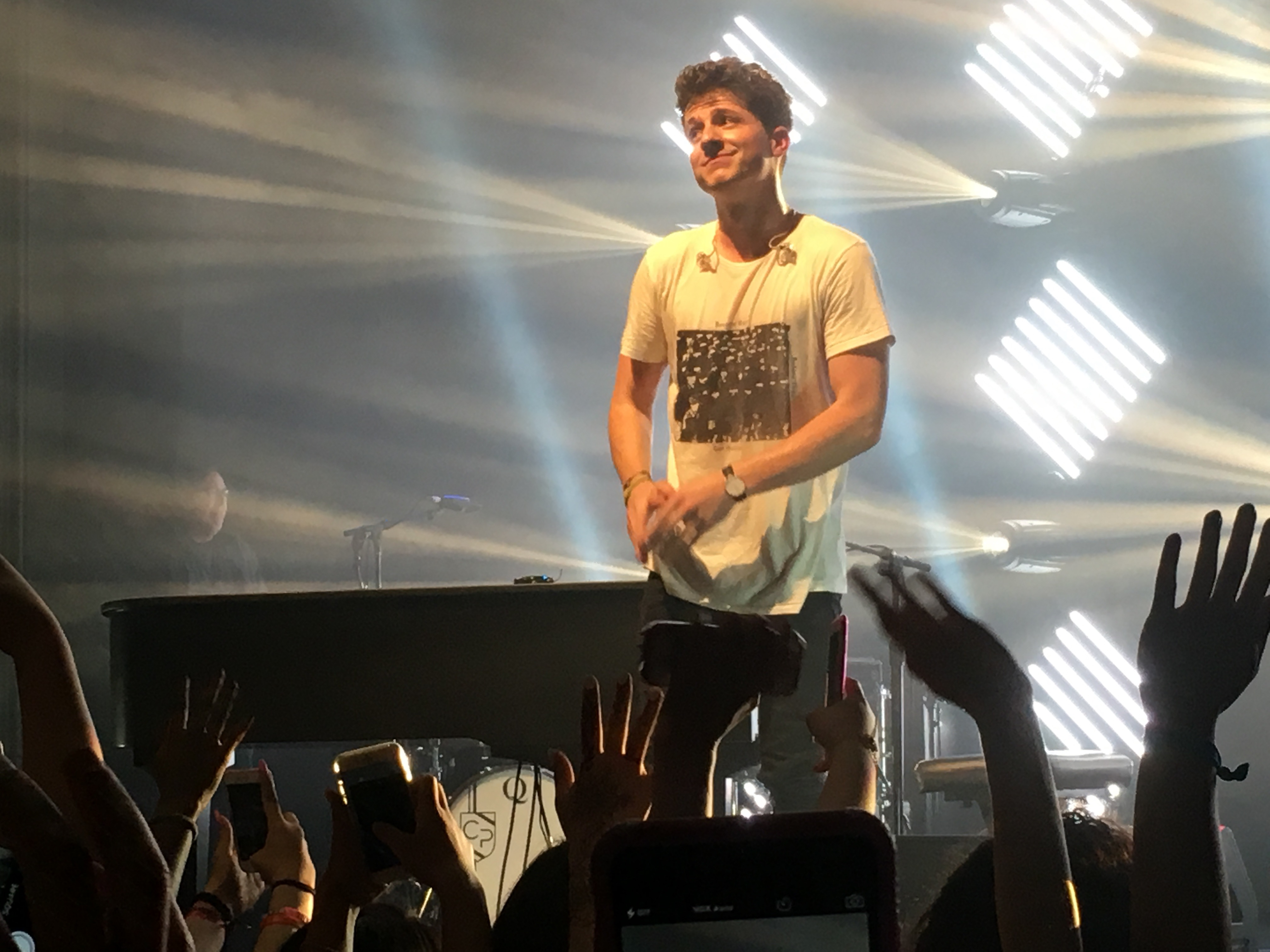
Concert a San Francisco el 2016.

Més tard, el 2018, va llançar el disc Voicenotes, que va aconseguir el 4t lloc del rànquing Billboard 200 i va ser elogiat per la crítica. Se'n va destacar amb fervor que Puth l'hagués autoproduït, al contrari que amb l'anterior.
El tercer àlbum va arribar l'octubre del 2022 sota el títol de Charlie, fent referència al propi nom de l'artista. Va ser notòria la tàctica de promoció dels senzills mitjançant l'aplicació de moda TikTok. En llançar-lo, va ser acusat de queerbaiting, del qual ell es va desentendre.

## Influències
Puth ha esmentat com a inspiració per a la seva obra George Michael, James Taylor, Miles Davis, John Coltrane, Bill Evans, Babyface, Jimmy Jam, Terry Lewis, Teddy Riley, Bobby Brown, Ralph Tresvant, Steve Perry, la comunitat LGBTQ, Elton John, Bruno Mars, Jason Mraz, Stevie Wonder, John Mayer, Madonna i Nicki Minaj.
A banda, ha confessat haver-se sentit motivat a provar de fer-se renom a YouTube arran del salt fugaç a la fama que hi va tenir Justin Bieber.

## Vida personal

### Família
El seu pare, Charles Otto Puth Sr., és un treballador de la construcció i agent immobiliari catòlic d'ascendència alemanya, hongaresa i italiana. En canvi, la seva mare, Debra Puth, és una professora de música asequenazita. Té dos germans menors, nascuts dos anys més tard que ell i que són bessons: Stephen Puth, també cantautor, i Mikaela Puth, que havent estudiat Literatura Anglesa i Sociologia va passar a ser la road manager del seu germà gran en els concerts.

### Vida afectivosexual
S'identifica com a heterosexual.
Va sortir un temps curt amb Selena Gomez el 2016, interrompuda aparentment pel seu pretendent intermitent Justin Bieber. Al final de l'any va començar a acostar-se a Bella Thorne, però la seva relació se'n va anar en orris quan ell va penjar una publicació a Twitter en la qual l'acusava d'haver fet el salt al seu ex Tyler Posey, tot creient que encara eren parella.
L'octubre del 2017 hom va passar a creure que va estar amb Danielle Campbell, però van voler mantenir-ho en secret. L'any següent se'l va lligar amb Halston Sage; no hi va haver confirmació.
El 2019, va tenir una història amb Charlotte Lawrence la ruptura amb la qual va causar-li, segons paraules d'ell mateix, una de les pitjors etapes que ha viscut.
L'octubre del 2022, al programa de ràdio de Howard Stern titulat The Howard Stern Show, Puth va revelar que tornava a tenir parella i n'estava ben enamorat, tot i que no en va dir el nom. A desembre, va fer públic a Instagram que es tracta de Brooke Sansone, que coneixia de feia anys. Més endavant, el setembre del 2023, li va demanar matrimoni i ella va acceptar.
Ha desmentit cap mena d'afiliació romàntica amb Meghan Trainor i Hailee Steinfeld.

### Disputa amb Justin Bieber
Com que el 2016 va coincidir amb Justin Bieber a voler emparellar-se amb Selena Gomez, en un concert a Dallas el 3 de març d'aquell any va insultar-lo jocosament al crit de «Fuck you, Justin Bieber!» mentre interpretava la cançó «We Don't Talk Anymore», de Puth amb Gomez. Posteriorment, es va disculpar per això i va recalcar que era fan de l'artista i de la seva obra. Sis anys més tard, el gener del 2022, Bieber va tornar-li la broma confrontant-lo entorn del tema en una videotrucada que va publicar a Instagram.
Cal destacar que Puth havia col·laborat com a compositor i productor en la cançó Stay, de Bieber juntament amb The Kid Laroi, que va ser publicada el 2021.

### Altres polèmiques
El 2020, va patir un linxament públic a Twitter per «penjar-se de la fama de BTS». Ell hi va respondre amb una petició de pau i respecte i va denegar els fets dels quals l'acusaven els fans del grup de música coreà. A banda, el 2022 l'artista Benny Blanco va projectar una molt mala relació entre ell i Puth a TikTok, però el duo dels Chainsmokers va desvelar poc més tard que es tractava d'una broma pactada entre tots dos en privat.

### Ideologia política
És un acèrrim aliat de la comunitat LGBTQ+.
Com que públicament s'ha mantingut apolític per a evitar repercussions negatives, es va especular força sobre que fos partidari del president Donald Trump fins que el 2020 els fans van comprovar que tendia a donar suport a tweets del seu opositor Joe Biden i que havia celebrat la seva victòria en les eleccions presidencials del mateix any.
A banda, va tocar en la manifestació Marxa per les Nostres Vides a Washington DC, en què es reivindicava el control de les armes per a posar fi a la violència per arma de foc.
Pel que fa al cas judicial Kesha contra Dr. Luke, no es va decantar ni per l'un ni per l'altre.
En canvi, després de l'anul·lació de la llei de l'avortament als Estats Units fruit del cas Roe contra Wade, va declarar-se proelecció. Va afirmar en un post d'Instagram el següent: «Al llarg de la meva carrera, he volgut distanciar-me de la política, però arriba un moment en què el silenci deixa de ser una opció. He vist tantes dones alçar la veu (incloses moltes companyes de professió) que em sento obligat a dir alguna cosa. He passat tot el cap de setmana llegint i analitzant la devastació que aquesta decisió produirà a tanta gent i davant d'això no puc callar».

### Altres
En una entrevista al programa Jimmy Kimmel Live! el 2022, Puth va ensenyar al presentador Jimmy Kimmel i al públic que té oïda absoluta.

## Discografia

### Àlbums
- Nine Track Mind (2016)
- Voicenotes (2018)
- Charlie (2022)

### EP
- Some Type of Love (2015)

### Senzills
- «Marvin Gaye» (2015) (amb Meghan Trainor)
- «One Call Away» (2015)
- «Suffer» (2015)
- «We Don't Talk Anymore» (2016) (amb Selena Gomez)
- «Attention» (2017)
- «How Long» (2017)
- «Done For Me» (2018) (amb Kehlani)
- «The Way I Am» (2018)
- «I Warned Myself» (2019)
- «Mother» (2019)
- «Cheating On You» (2019)
- «Girlfriend» (2020)
- «Free» (2020) del film The One and Only Ivan»
- «Hard On Yourself» (2020) (amb Blackbear)
- «After All» (2021) (amb Elton John)
- «Light Switch» (2022)
- «That's Hilarious» (2022)
- «Left and Right» (2022) (amb Jungkook)
- «Smells Like Me» (2022)
- «I Don't Think That I Like Her» (2022)
- «Charlie Be Quiet!» (2022)
- «That's Not How This Works» (2023) (amb Dan + Shay)
- «That's Not How This Works - Sabrina's Version» (2023) (amb Dan + Shay i Sabrina Carpenter)

### Com a artista convidat
- «See You Again» (2015) (Wiz Khalifa amb Charlie Puth)
- «Nothing but Trouble» (2015) del film 808» (Lil Wayne amb Charlie Puth)
- «Sober» (2017) (G-Eazy amb Charlie Puth)
- «Easier – Remix» (2019) (5 Seconds of Summer amb Charlie Puth)
- «I Hope» (2020) (Gabby Barrett amb Charlie Puth)
- «Summer Feelings» (2020) del film Scoob!» (Lennon Stella amb Charlie Puth)
- «Upside Down» (2020) (JVKE amb Charlie Puth)
- «Is It Just Me?» (2020) (Sasha Alex Sloan amb Charlie Puth)
- «Obsessed» (2022) (Calvin Harris amb Charlie Puth i Shenseea)

## Filmografia
| Any              | Títol                                    | Rol                   | Notes | Ref.                 |
| ---------------- | ---------------------------------------- | --------------------- | --- | -------------------- |
| 2016             | Undateable                               | Ell mateix            | Capítol "A New Year's Resolution Walks Into a Bar"                                                                    | [ 37 ]               |
| 2016, 2019, 2022 | The Voice                                | Conseller / Assistent | Temporada 11 en l'equip d'Alicia Keys Temporada 16 en l'equip d'Adam Levine Temporada 22 en l'equip de Camila Cabello | [ 38 ] [ 39 ] [ 40 ] |
| 2017             | Life in Pieces                           | Ell mateix            | Episode: "Facebook Fish Planner Backstage"                                                                            |                      |
| 2017             | Drop the Mic                             | Ell mateix            | Capítol "Nicole Scherzinger vs. Lil Rel Howery / Charlie Puth vs. Backstreet Boys"                                    |                      |
| 2019             | Songland                                 | Ell mateix            | Capítol "Charlie Puth"                                                                                                |                      |
| 2020             | One World: Together at Home              | Ell mateix            | Especial televisiu |                      |
| 2020             | #KidsTogether: The Nickelodeon Town Hall | Ell mateix            | Especial televisiu |                      |

| Any       | Títol          | Rol        | Notes                                                                          | Ref.   |
| --------- | -------------- | ---------- | ------------------------------------------------------------------------------ | ------ |
| 2009–2013 | Charlies Vlogs | Ell mateix |                                                                                | [ 41 ] |
| 2011      | Can You Sing?  | Concursant |                                                                                | [ 42 ] |
| 2018      | Sugar          | Ell mateix | Capítol "Charlie Puth gives a pop up performance for fan on her 17th birthday" | [ 43 ] |

## Premis i nominacions
| Cerimònia de premis             | Any  | Categoria                                                             | Nominat(s) / Per l'obra | Resultat  | Ref.   |
| ------------------------------- | ---- | --------------------------------------------------------------------- | ----------------------- | --------- | ------ |
| American Music Awards           | 2015 | Col·laboració de l'Any                                                | See You Again           | Nominat   | [ 44 ] |
| American Music Awards           | 2015 | Cançó de l'Any                                                        | See You Again           | Nominat   | [ 44 ] |
| Billboard Music Awards          | 2016 | Millor Cançó de 100                                                   | See You Again           | Guanyador | [ 45 ] |
| Billboard Music Awards          | 2016 | Millor Cançó de Rap                                                   | See You Again           | Guanyador | [ 45 ] |
| Billboard Music Awards          | 2016 | Millor Artista Novell                                                 | Ell mateix              | Nominat   | [ 45 ] |
| Billboard Music Awards          | 2016 | Millor Cançó de Ràdio                                                 | See You Again           | Nominat   | [ 45 ] |
| Billboard Music Awards          | 2016 | Millor Cançó Comercial                                                | See You Again           | Nominat   | [ 45 ] |
| Billboard Music Awards          | 2016 | Millor Videoclip                                                      | See You Again           | Nominat   | [ 45 ] |
| Billboard Music Awards          | 2018 | Millor Cançó de Ràdio                                                 | Attention               | Nominat   | [ 46 ] |
| Billboard Music Awards          | 2018 | Millor Autor de Cançó de Ràdio                                        | Ell mateix              | Nominat   | [ 46 ] |
| Billboard Music Awards          | 2021 | Millor Col·laboració                                                  | I Hope                  | Guanyador | [ 47 ] |
| Billboard Music Awards          | 2021 | Millor Cançó de Country                                               | I Hope                  | Guanyador | [ 47 ] |
| Billboard Music Awards          | 2021 | Millor Cançó de 100                                                   | I Hope                  | Nominat   | [ 47 ] |
| Billboard Music Awards          | 2021 | Millor Cançó Comercial                                                | I Hope                  | Nominat   | [ 47 ] |
| Billboard Music Awards          | 2021 | Millor Cançó de Ràdio                                                 | I Hope                  | Nominat   | [ 47 ] |
| Critics' Choice Movie Awards    | 2016 | Millor Cançó                                                          | See You Again           | Guanyador | [ 48 ] |
| Premis People's Choice          | 2022 | Cançó Col·laborativa de 2022                                          | Left and Right          | Guanyador | [ 49 ] |
| Premis People's Choice          | 2022 | Artista Masculí de 2022                                               | Ell mateix              | Nominat   | [ 50 ] |
| Premis People's Choice          | 2022 | Vídeoclip de 2022                                                     | Left and Right          | Nominat   | [ 50 ] |
| Premis People's Choice          | 2022 | Celebritat Social de 2022                                             | Ell mateix              | Nominat   | [ 50 ] |
| Gaon Chart Music Awards         | 2017 | Estrella en Ascens Internacional de l'Any                             | Ell mateix              | Guanyador | [ 51 ] |
| MBC Plus X Genie Music Awards   | 2018 | Millor Artista Internacional                                          | Ell mateix              | Guanyador | [ 52 ] |
| Premis Globus d'Or              | 2016 | Millor Cançó Original                                                 | See You Again           | Nominat   | [ 53 ] |
| Premis Grammy                   | 2016 | Cançó de l'Any                                                        | See You Again           | Nominat   | [ 54 ] |
| Premis Grammy                   | 2016 | Millor Peça Pop de Duet o Grup                                        | See You Again           | Nominat   | [ 54 ] |
| Premis Grammy                   | 2016 | Millor Cançó Escrita per a Mitjans Visuals                            | See You Again           | Nominat   | [ 54 ] |
| Premis Grammy                   | 2019 | Millor Disseny d'Àlbum No Clàssic                                     | Voicenotes              | Nominat   | [ 55 ] |
| Hollywood Music in Media Awards | 2015 | Cançó de Llargmetratge                                                | See You Again           | Guanyador | [ 56 ] |
| iHeartRadio Titanium Awards     | 2017 | 1 Miliard de Reproduccions Totals en Estacions de Ràdio d'iHeartRadio | Attention               | Guanyador |        |
| iHeartRadio Titanium Awards     | 2020 | 1 Miliard de Reproduccions Totals en Estacions de Ràdio d'iHeartRadio | I Hope                  | Guanyador | [ 57 ] |
| iHeartRadio Music Awards        | 2016 | Millor Col·laboració                                                  | See You Again           | Nominat   | [ 58 ] |
| iHeartRadio Music Awards        | 2016 | Millor Lletra                                                         | See You Again           | Nominat   | [ 58 ] |
| iHeartRadio Music Awards        | 2016 | Millor Cançó d'un Film                                                | See You Again           | Nominat   | [ 58 ] |
| iHeartRadio Music Awards        | 2021 | Millor Col·laboració                                                  | I Hope                  | Nominat   | [ 59 ] |
| iHeartRadio Music Awards        | 2021 | Millor Lletra                                                         | I Hope                  | Nominat   | [ 59 ] |
| iHeartRadio Music Awards        | 2023 | Millor Videoclip                                                      | Left and Right          | Pendent   | [ 60 ] |
| Joox Thailand Music Awards      | 2017 | Artista Internacional de l'Any                                        | Ell mateix              | Guanyador | [ 61 ] |
| Melon Music Awards              | 2022 | Millor Artista Pop                                                    | Ell mateix              | Guanyador | [ 62 ] |
| MTV Europe Music Awards         | 2015 | Millor Cançó                                                          | See You Again           | Nominat   | [ 63 ] |
| MTV Europe Music Awards         | 2015 | Millor Col·laboració                                                  | See You Again           | Nominat   | [ 63 ] |
| MTV Europe Music Awards         | 2016 | Millor Ofensiva                                                       | Ell mateix              | Nominat   | [ 64 ] |
| MTV Video Music Awards          | 2017 | Millor Col·laboració                                                  | We Don't Talk Anymore   | Nominat   | [ 65 ] |
| Nickelodeon Kid's Choice Awards | 2016 | Col·laboració Favorita                                                | See You Again           | Guanyador | [ 66 ] |
| Radio Disney Music Awards       | 2016 | Artista Revelació de l'Any                                            | Ell mateix              | Nominat   | [ 67 ] |
| Radio Disney Music Awards       | 2016 | Millor Cançó Crush                                                    | One Call Away           | Nominat   | [ 67 ] |
| Premis Teen Choice              | 2015 | Cançó de R&B o Hip-Hop                                                | See You Again           | Guanyador | [ 68 ] |
| Premis Teen Choice              | 2015 | Cançó d'un Film o Sèrie de Televisió                                  | See You Again           | Guanyador | [ 68 ] |
| Premis Teen Choice              | 2015 | Col·laboració                                                         | See You Again           | Nominat   | [ 68 ] |
| Premis Teen Choice              | 2016 | Artista Revelació                                                     | Ell mateix              | Nominat   | [ 69 ] |
| Premis Teen Choice              | 2016 | Cançó de Ruptura                                                      | We Don't Talk Anymore   | Nominat   | [ 69 ] |
| Premis Teen Choice              | 2016 | Artista Masculí                                                       | Ell mateix              | Nominat   | [ 69 ] |
| Premis Teen Choice              | 2016 | Senzill d'un Artista Masculí                                          | One Call Away           | Nominat   | [ 69 ] |
| Premis Teen Choice              | 2018 | Artista Masculí                                                       | Attention               | Nominat   | [ 70 ] |
| Premis Teen Choice              | 2018 | Artista Masculí de l'Estiu                                            | Ell mateix              | Nominat   | [ 70 ] |
| Premis Teen Choice              | 2018 | Gira Musical de l'Estiu                                               | The Voicenotes Tour     | Nominat   | [ 70 ] |
| Telehit Awards                  | 2016 | Solista Masculí de l'Any                                              | Ell mateix              | Nominat   | [ 71 ] |
| Telehit Awards                  | 2017 | Solista Masculí de l'Any                                              | Ell mateix              | Nominat   | [ 72 ] |

1. 1 2 3  conjuntament amb Gabby Barrett
2. 1 2 3  conjuntament amb Jungkook
3. ↑  conjuntament amb Justin Franks, Andrew Cedar i Cameron Thomaz
4. ↑  conjuntament amb Selena Gomez

## Gires musicals

### Com a artista principal
- Nine Track Mind Tour (2016)[73][74]
- Don't Talk Tour (2016)[75][76][77]
- Voicenotes Tour (2018)
- One Night Only Tour (2022)[78]
- Charlie the Live Experience (2023)

### De múltiples artistes
- Jingle Ball Tour 2015 (2015)[79] (2015)
- Jingle Ball Tour 2016 (2016)[80]
- Jingle Ball Tour 2017 (2017)[81]
- Jingle Ball Tour 2019 (2019)[82]

### Com a teloner
- Illuminate World Tour de Shawn Mendes (2017)[83]